# Eupelmus curvistylus
Eupelmus curvistylus är en stekelart som först beskrevs av Jean Risbec 1951.  Eupelmus curvistylus ingår i släktet Eupelmus och familjen hoppglanssteklar. Inga underarter finns listade i Catalogue of Life.